# 赵学源
赵学源（1933年—2025年8月18日），男，汉族，江苏吴江人，中华人民共和国政治人物。曾任中国植物病理学会理事。第七、八届全国政协委员。